# Сергеј Козлов
Сергеј Иванович Козлов (рус. Сергей Иванович Козлов; Луганск, 7. новембар 1963) проруски је политичар из Украјине и актуелни премијер самопроглашене Луганске Народне Републике (ЛНР) од 26. децембра 2015. године.

## Биографија
Рођен 7. новембра 1963. године у граду Краснодону. Године 1981. завршио је средњу школу по имену М. С. Тјуленина. Исте године је уписао Вишу војну ваздухопловну школу за навигаторе Ворошиловград названу по пролетаријату Донбаса. Од 1985. до 1994. служио је у Оружаним снагама СССР-а и Украјине, завршио службу као официр борбене команде и управљања — инструктор.
Од 1994. до 2005. године служио је у Министарству за ванредне ситуације, завршио службу као начелник регионалног одељења Краснодонског округа у чину пуковника. Од 2006. до 2009. године био је у пензији. Од 2009. до 2012. радио је у Луганском енергетском удружењу као водећи сервисни инжењер.
Дана 22. маја 2014. године, након објаве добровољне мобилизације у Луганској Народној Републици (ЛНР), уписан је у батаљон Зарја. Дана 27. маја 2014. године постављен је за начелника штаба батаљона Зарја. Од краја јуна 2014. године је начелник штаба Народне милиције ЛНР.
Од октобра 2014. начелник штаба, први заменик команданта Народне милиције ЛНР. Добио је чин генерал-мајора ЛНР.
Од 26. децембра 2015. године је председник Савета министара ЛНР или премијер ЛНР (заменио Генадија Ципкалова на овој функцији).
Након убиства шефа ДНР Александра Захарченка 31. августа 2018, неки медији су објавили да је Козлов на друштвеној мрежи позвао све да се „смире и не паниче“ и напустио територију ЛНР у непознатом правцу. Прес служба Савета министара ЛНР демантовала је ову поруку и демантовала да је Козлов имао налог на друштвеним мрежама.